# 異クマムシ綱
異クマムシ綱（いクマムシこう、Heterotardigrada）は、体前端に突起を持ち、足に4つの離れた爪を持つ緩歩動物門の綱である。444種が記載されている。
クマムシの分類には生殖器官の形態が重要であり、異クマムシ綱では肛門前方の生殖孔を通じて生殖輸管が外に開いているのが特徴である。これに対して真クマムシ綱では生殖輸管は直腸に繋がっている（もう1つの中クマムシ綱は、1種のみからなるが、その模式標本が地震で破壊されてしまったため、生殖器官については詳しく調べられていない）。
異クマムシ綱のいくつかの目は海や土中に住むが、活動のために少なくとも1層の水分が周りに無ければならないという点では、全て水生である。ただし、生息環境が乾いた時には休眠状態（クリプトビオシス）で生き延びることができる。